# Cosqueville
Cosqueville (prononcé [koːkvil]) est une ancienne commune française littorale rurale du département de la Manche et la région Normandie.
Devenue commune déléguée au sein de Vicq-sur-Mer le 1er janvier 2016, le statut de commune déléguée est supprimée en mars 2020 par décision du conseil municipal.

## Géographie

### Localisation
Cosqueville est située en bord de mer dans le Val de Saire. Elle est à 15 km de distance du parc naturel régional des Marais du Cotentin et du Bessin.
| Mer de la Manche     | Mer de la Manche    | Mer de la Manche Réthoville (commune nouvelle de Vicq-sur-Mer) |
| Fermanville          | Cosqueville         | Réthoville (commune nouvelle de Vicq-sur-Mer)                  |
| Carneville, Théville | Saint-Pierre-Église | Varouville                                                     |

### Géologie et relief
La roche dominante du territoire est le granite.

### Hydrographie
Les principaux cours d'eau de la commune sont la rivière de Varouville ainsi que les ruisseaux de Hacouville et de la Fontaine des Dalles. Le port de Cherbourg est à 15,4 km.

### Climat
Son climat est océanique avec des étés tempérés.

### Milieux naturels et biodiversité
- La plage du Vicq.
- La plage de Tabot.
- La pointe de la Loge et ses anciennes maisons de pêcheurs à présent utilisées comme habitations. La plage se trouve à la limite de la commune de Fermanville.
- L'anse du Sablon : c'est de là que partait autrefois les extractions des carrières qui ont notamment été utilisées pour la rade de Cherbourg.
- La plage des Mares, sur laquelle on retrouve des vestiges de la Seconde Guerre mondiale[5].

## Toponymie
Le nom de la localité est attesté sous les formes Coskevilla entre 1164 et 1196, Galfridus Cosquet, dominus de Cosquevilla en 1216, Cousquevilla vers 1280, ecclesia de Cosquevilla en 1332, Coquevilla en 1351 et en 1352, fief Richard Cosquet [à cosqueville] en 1396, Quoqueville en 1424, Cosqueville en 1549.
Il s’agit d’une formation toponymique médiévale en -ville au sens ancien de « domaine rural », précédé du nom de famille Cosquet.
En 1801, le nom de la commune était Coqueville.

## Histoire

### Préhistoire
Le littoral a été peuplé dès le Paléolithique comme en témoignent les armes et outils datant de cette époque. La Pierre Plantée, du Néolithique, qui forme un triangle avec les deux menhirs de Saint-Pierre-Église, mesure neuf pieds de hauteur. Il en existait un autre, qui a été renversée par les vagues de la mer et qu'on nommait le Poteau, à cause de sa forme cylindrique. Ces mégalithes sont connus sous le nom des « Trois Princesses ». En 1820, un dolmen a été détruit au hameau de la Trigalle. Onze années plus tard, on découvrit aux environs une petite niche souterraine, dans laquelle il y avait quarante coins en bronze.
Une partie du territoire de la commune a été envahie par la mer. Aux marées basses, on retrouve des traces de chemins charretiers, qui ont laissé des empreintes dans la pierre, ainsi que des arbres enfouis dans une tourbe noirâtre, qui devait être autrefois de l´humus ou une terre végétale. Le Rocher du Vic, les Roches du Bourg, maintenant submergés, indiquent qu´il y avait là des habitations.

### Antiquité et Haut Moyen Âge
Le toponyme est de formation récente et l’absence de trace archéologique ne permet pas d’avancer des hypothèses sur le passé de la localité à l’époque antique et au Haut Moyen Âge. Elle faisait partie du territoire des Unelles, peuple celtique (gaulois), romanisé par la suite. À l’époque du Bas Empire, la région est incluse dans le système de défense du litus Saxonicum destiné à la protéger des raids de pirates germaniques. En 1823 dans une parcelle nommée « le Clos à Bœufs » on a découvert des pièces mérovingiennes en or et en argent. À partir du milieu du IXe siècle, des Vikings commencent à fréquenter la côte et finissent par établir des bases permanentes, bien qu’on en ait pas de preuves matérielles, seules des sources indirectes et l’onomastique nous renseignent sur la présence de ces Hommes du nord.

### Moyen Âge
On trouve la première mention de Cosqueville en 1164 sous la forme Coskevilla. En 1196, un certain Galfridus Cosquet est seigneur de Cosquevilla.
Un Raoul des Moustiers, seigneur de Cosqueville, participa en 1096 à la première croisade avec Robert Courteheuse. Guillaume Le Moine, au XIIe siècle, seigneur de Beaumont et patron d'Angoville donne l'église à l'abbaye de Montebourg. La donation est confirmée par Henri II d'Angleterre (1174-1189).

### Temps modernes
Dans un aveu daté de 1500, Jean de Pirou est qualifié de seigneur de Beaumont en la Hague, dont dépendent Cosqueville, Clitourps, Varouville, Réthoville et Fermanville. 
Au XVIe siècle, le territoire paroissial était partagé en deux fiefs : celui de Cosqueville qui avait pour seigneur Robert de Hennot († 1568), qui s'était déclaré en faveur du protestantisme, le second, celui de Bellanville, qui avait pour seigneur Roulland Le Parmentier, dont un des fils était curé de Cosqueville. Les familles Le Parmentier et de Hennot avec l'abbé Le Parmentier et Robert de Hennot, seigneur de Cosqueville, notamment, qui y laissèrent leur vie, sont le symbole des guerres de Religion (XVIe siècle) qui embrasèrent le Nord-Cotentin.
En 1558, Robert de Hennot gifla Jean Le Parmentier, le frère du curé, d'où s'ensuivit un procès. Les Le Parmentier, sans attendre la sentence du tribunal, assaillirent Hennot et lui donnèrent plusieurs coups de poignard, dont il réchappa. Le sergent Chandeleur, qui l'accompagnait n'eut pas cette chance, et son corps fut jeté aux abords du manoir. Le curé de Cosqueville traduit devant la justice, fut roué vif à Rouen avant d'avoir la tête tranchée,. Le dimanche 7 juin 1562, une émeute visant les protestants, plus ou moins fomenté par Thomas La Guette, vicomte de Valognes et beau-frère de Roulland Le Parmentier, éclata à Valognes, alors que Robert du Hennot s'y trouvait dans une maison, le manoir du Quesnay, où se tenait un prêche. Trainé dans la rue il fut aussitôt massacré, ainsi qu'un médecin, Maistre Gilles Mychault, un tailleur, Gilles Louvet, un avocat, Robert de Verdun, un bourgeois, Jehan Giffart (Jean Guiffard) dit Pont-l'Evesque qui fut « embroché » et un seigneur du Plain, le seigneur de Houesville. Les cadavres restèrent exposés à la vue des passants pendant deux jours et Gouberville relate « les femmes de Valognes venaient donner des coups de pierre et de baston sur les dits corps ».
Jean de Hennot, frère de Robert, qualifié de seigneur de Cosqueville et Théville, passe un contrat le 21 mars 1567 devant les tabellions de Saint-Sauveur-le-Vicomte, avec sa sœur, Jeanne de Hennot, épouse de Guillaume Le Bas, écuyer, seigneur du Quesne et Golleville, au sujet de la succession de leur père et mère, noble homme Gaultier de Hennot, seigneur de Théville et de Cosqueville et Catherine Guiffard.
En 1567, les héritiers de Jehan Binet, sieurs d'Argougez, sont taxés pour ce fief de 20 solz dans le rôle des nobles et roturiers, au titre du ban et de l'arrière ban de la vicomté de Coutances, réalisé par Gilles Dancel, seigneur d'Audouville, lieutenant général du bailli de Cotentin, tenu à Coutances les 20-22 octobre. Le fief d'Argougez à Cosqueville qui valait un huitième de fief de haubert, était tenu du fief d'Argouges en Bessin. Dans le même rôle : Ollivier de Pirou, écuyer, sieur de Beaumont à Néville, de Fermanville, de Mangneville à Cosqueville, de Gonneville, de Maupertus et de Rideauville, est taxé pour ces fiefs de 134 livres. Le fief noble de Mangneville assis à Cosqueville était tenu également du fief d'Argouges en Bessin ; Jehan de Hennot, écuyer, sieur de Cosqueville et Théville, est taxé de 12 livres et 10 solz. Le fief de Cosqueville, qui valait un quart de fief de haubert et était tenu de la vicomté de Valognes, avait une extension à Fermanville ; François Messent, sieur de Harcla est taxé pour ce fief de 40 solz. Le fief d'Harcla à Cosqueville, qui valait un tiers de fief de haubert, relevait du fief de la Motte-du-Vast au Vast.
En 1666, Jacques, Pierre et Charles, écuyers demeurant à Cosqueville, sont sieurs de Cosqueville et de Valcanville.

### Époque contemporaine

#### Fusions
En 1973, Cosqueville fusionne avec Angoville-en-Saire et Vrasville, qui gardent le statut de communes associées. La commune d'Angoville aurait relevé de la famille du Moncel. Ses armoiries sont composées de trois losanges. Quant à Vrasville, elle aurait été rattachée à la famille d'Évrard d'origine scandinave.
Le 1er janvier 2016, Cosqueville intègre avec trois autres communes la commune de Vicq-sur-Mer créée sous le régime juridique des communes nouvelles instauré par la loi no 2010-1563 du 16 décembre 2010 de réforme des collectivités territoriales. Les communes de Cosqueville, Gouberville, Néville-sur-Mer et Réthoville deviennent des communes déléguées et Cosqueville est le chef-lieu de la commune nouvelle. Du fait de la fusion sous ce régime, Angoville-en-Saire et Vrasville perdent leur statut de communes associées et sont définitivement intégrées à Cosqueville.

## Politique et administration
| Période                                                                        | Période       | Identité                       | Étiquette | Qualité               |
| ------------------------------------------------------------------------------ | ------------- | ------------------------------ | --------- | --------------------- |
| 1789                                                                           | 1790          | Charles Ollonde                |           | Syndic de Cosqueville |
| 1790                                                                           | 1791          | Pierre Jouan                   |           |                       |
| 1791                                                                           | 1792          | Charles Ollonde                |           | Syndic                |
| 1792                                                                           | 1794          | Daumas                         |           |                       |
| 1794                                                                           | 1795          | P. Legangneux                  |           |                       |
| 1795                                                                           | 1797          | Martin Ollonde                 |           |                       |
| 1797                                                                           | 1798          | Charles Ollonde                |           |                       |
| 1798                                                                           | 1800          | Martin Ollonde                 |           |                       |
| 1800                                                                           | 1819          | Jean Charles Danneville        |           | Cultivateur           |
| 1819                                                                           | 1825          | Léonor Lecanu                  |           |                       |
| 1825                                                                           | 1827          | Jean Fontaine                  |           |                       |
| 1828                                                                           | 1829          | Jean-Baptiste Michel           |           |                       |
| 1830                                                                           | 1830          | Nicolas Fontaine               |           |                       |
| 1830                                                                           | 1839          | Nicolas Gaillard               |           |                       |
| 1839                                                                           | 1850          | Jean Fontaine                  |           |                       |
| 1850                                                                           | 1860          | Edmond Louis Victor d'Espinose |           |                       |
| 1860                                                                           | 1860          | Jean Baptiste Gervais          |           | faisant fonction      |
| 1860                                                                           | 1885          | Guillaume Michel               |           |                       |
| 1885                                                                           | 1885          | Jacques Jourdan                |           |                       |
| 1886                                                                           | 1896          | Michel Vasse                   |           |                       |
| 1896                                                                           | 1900          | Jean-Baptiste Michel           |           |                       |
| 1909                                                                           | 1919          | Jean-Baptiste Ribet            |           |                       |
| 1919                                                                           | 1922          | Nicolas Lecanu                 |           |                       |
| 1922                                                                           | 1924          | Bienaimé Deschamps             |           |                       |
| 1924                                                                           | 1924          | Jean-Baptiste Michel           |           |                       |
| 1924                                                                           | 1941          | Roger Allemandet               |           |                       |
| 1941                                                                           | 1942          | Bienaimé Deschamps             |           |                       |
| 1942                                                                           | 1945          | Aristide Doucet                |           |                       |
| 1945                                                                           | 1945          | Bienaimé Deschamps             |           |                       |
| 1946                                                                           | 1946          | Edmond Levacher                |           |                       |
| 1946                                                                           | 1961          | Henry Geffroy                  |           |                       |
| 1961                                                                           | 1965          | André Michel                   |           |                       |
| 1965                                                                           | 1977          | François Lebas                 |           |                       |
| 1977                                                                           | 1986          | Gustave Lamache                |           |                       |
| 1986                                                                           | 1993          | I. Fontaine de Resbecq         |           |                       |
| 1993                                                                           | 1997          | Jean Joly                      |           |                       |
| 1997                                                                           | 2008          | Patrick Eustache               | SE        | Attaché commercial    |
| 2008                                                                           | décembre 2015 | Richard Leterrier              | SE        | Préparateur DCNS      |
| Une partie des données est issue d'une liste établie par Jean-François Halley. |               |                                |           |                       |

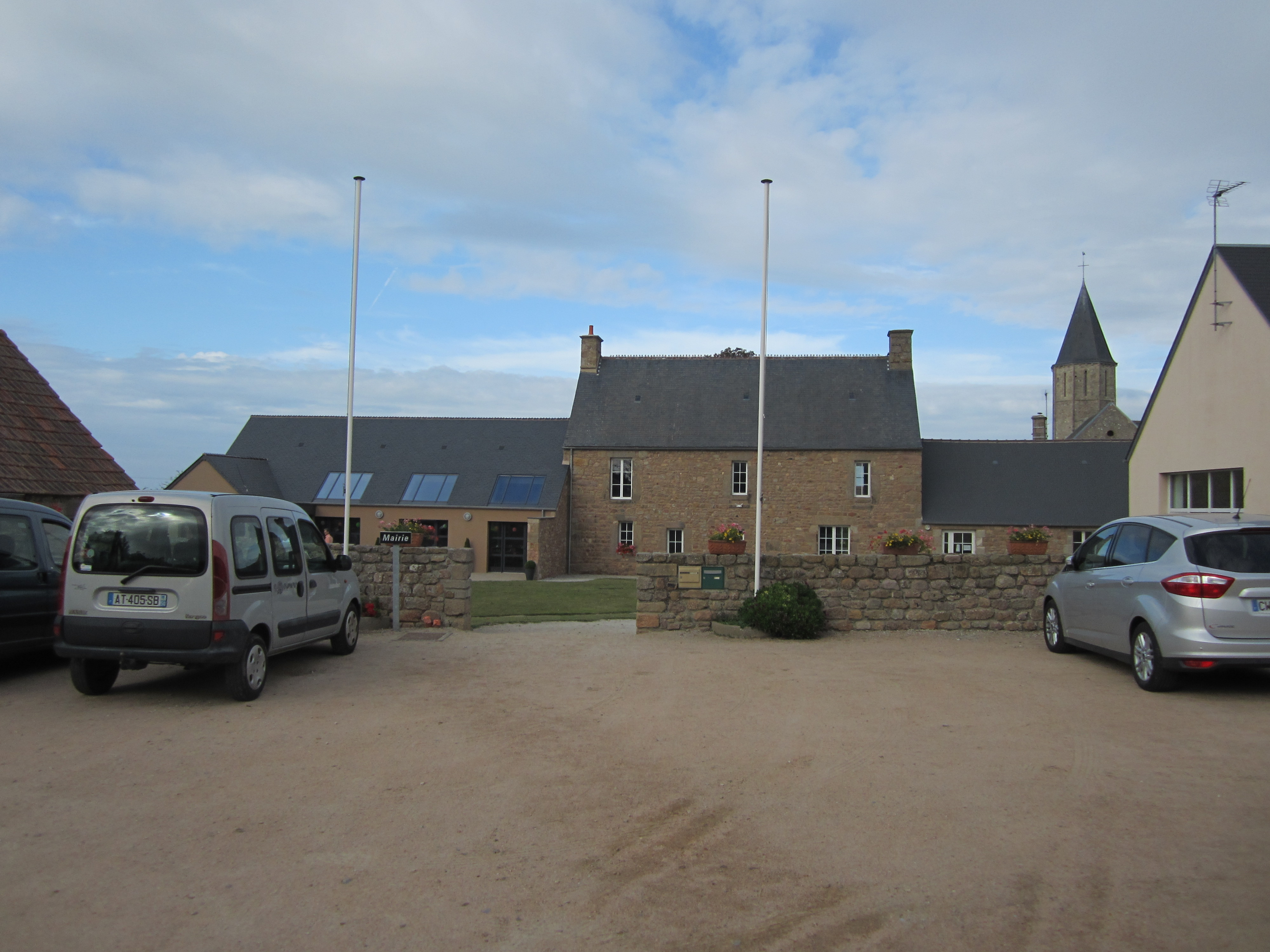
La mairie.

Le conseil municipal était composé de quinze membres dont le maire et un adjoint. Deux de ces conseillers étaient respectivement maires délégués des communes associées de Vrasville et d'Angoville-en-Saire. L'ensemble des conseillers intègre le conseil municipal de Vicq-sur-Mer le 1er janvier 2016 jusqu'en 2020 et Richard Leterrier est élu maire de la commune nouvelle.
| Période | Période | Identité       | Étiquette | Qualité |
| ------- | ------- | -------------- | --------- | ------- |
| 2016    | 2020    | Claude Augeard | SE        | Artisan |

## Population et société
Les habitants de la commune sont appelés les Cosquevillais.

### Démographie
En 2018, la commune comptait 591 habitants. Depuis 2004, les enquêtes de recensement dans les communes de moins de 10 000 habitants ont lieu tous les cinq ans (en 2007, 2012, 2017, etc. pour Cosqueville) et les chiffres de population municipale légale des autres années sont des estimations.
Cosqueville comptait 100 feux en 1712.
| 1793 | 1800 | 1806 | 1821 | 1831 | 1836 | 1841 | 1846 | 1851 |
| ---- | ---- | ---- | ---- | ---- | ---- | ---- | ---- | ---- |
| 849  | 841  | 801  | 902  | 853  | 820  | 805  | 886  | 960  |

| 1856 | 1861 | 1866 | 1872 | 1876 | 1881 | 1886 | 1891 | 1896 |
| ---- | ---- | ---- | ---- | ---- | ---- | ---- | ---- | ---- |
| 955  | 934  | 907  | 770  | 833  | 801  | 758  | 731  | 683  |

| 1901 | 1906 | 1911 | 1921 | 1926 | 1931 | 1936 | 1946 | 1954 |
| ---- | ---- | ---- | ---- | ---- | ---- | ---- | ---- | ---- |
| 680  | 712  | 682  | 647  | 617  | 598  | 574  | 551  | 516  |

| 1962 | 1968 | 1975 | 1982 | 1990 | 1999 | 2006 | 2011 | 2016 |
| ---- | ---- | ---- | ---- | ---- | ---- | ---- | ---- | ---- |
| 452  | 406  | 471  | 485  | 501  | 491  | 560  | 573  | 585  |

| 2018 | - | - | - | - | - | - | - | - |
| ---- | - | - | - | - | - | - | - | - |
| 591  | - | - | - | - | - | - | - | - |

| 1793 | 1800 | 1806 | 1821 | 1831 | 1836 | 1841 | 1846 | 1851 |
| ---- | ---- | ---- | ---- | ---- | ---- | ---- | ---- | ---- |
| 109  | 92   | 103  | 117  | 89   | 70   | 83   | 89   | 73   |

| 1856 | 1861 | 1866 | 1872 | 1876 | 1881 | 1886 | 1891 | 1896 |
| ---- | ---- | ---- | ---- | ---- | ---- | ---- | ---- | ---- |
| 71   | 81   | 86   | 77   | 65   | 68   | 57   | 57   | 51   |

| 1901 | 1906 | 1911 | 1921 | 1926 | 1931 | 1936 | 1946 | 1954 |
| ---- | ---- | ---- | ---- | ---- | ---- | ---- | ---- | ---- |
| 56   | 59   | 65   | 54   | 49   | 54   | 59   | 64   | 50   |

| 1962 | 1968 | - | - | - | - | - | - | - |
| ---- | ---- | - | - | - | - | - | - | - |
| 52   | 34   | - | - | - | - | - | - | - |

| 1793 | 1800 | 1806 | 1821 | 1831 | 1836 | 1841 | 1846 | 1851 |
| ---- | ---- | ---- | ---- | ---- | ---- | ---- | ---- | ---- |
| 129  | 143  | 177  | 159  | 150  | 152  | 161  | 175  | 161  |

| 1856 | 1861 | 1866 | 1872 | 1876 | 1881 | 1886 | 1891 | 1896 |
| ---- | ---- | ---- | ---- | ---- | ---- | ---- | ---- | ---- |
| 140  | 140  | 145  | 149  | 132  | 130  | 135  | 134  | 148  |

| 1901 | 1906 | 1911 | 1921 | 1926 | 1931 | 1936 | 1946 | 1954 |
| ---- | ---- | ---- | ---- | ---- | ---- | ---- | ---- | ---- |
| 144  | 155  | 134  | 127  | 105  | 100  | 95   | 87   | 98   |

| 1962 | 1968 | - | - | - | - | - | - | - |
| ---- | ---- | - | - | - | - | - | - | - |
| 93   | 87   | - | - | - | - | - | - | - |

### Économie
Les principales activités sont la culture et la production animale.

### Appellations d'origine contrôlée
La commune de Cosqueville se trouve sur le territoire des Prés salés du Mont-Saint-Michel et du camembert de Normandie.

## Culture locale et patrimoine

### Lieux et monuments

#### Patrimoine civil
- Menhir dit la Pierre Plantée. Haut de trois mètres, il forme avec les deux menhirs de Saint-Pierre-Église l'ensemble des trois Princesses[29].
- Le jardin de Cosqueville.
- La pointe du rocher de Tabot ou pointe du rocher au Pique, connue comme lieu de naufrage.
- Le Grand Manoir, du XVIe siècle[29], autrefois entouré de douves, c'est l'ancien siège de la seigneurie de Cosqueville[34]. Des six tourelles d'origine, il n'en subsiste qu'une[35]. On peut notamment y voir une fenêtre avec grille de fer forgé défensive, qui serait la plus imposante du Cotentin[36].
- La motte féodale, située derrière l'église de Vrasville dans un champ dit le Clos-à-Bœuf[37].
- La Maison de Cosqueville appelée le château ou château de Bellanville (XVIIIe siècle). Construite en 1751 par Thomas-Hervé Dagier, sieur de Tourville et son épouse, Marie-Thérèse Le Sens dame de Cosqueville[34], elle a été agrandie, en 1912, notamment de sa partie gauche et d'une tourelle[38]. Haut d'un étage sur rez-de-chaussée, le château dissimulé dans la verdure est couvert d'une toiture ponctuée d'une double rangée de lucarnes. Un parc et un étang complètent l'ensemble[39].
- Les quatorze puits communaux, propriétés privées, sont surveillés par l'association Transmission des Cultures et du Patrimoine[40].
- Jardin du Siquet, visible sur rendez-vous[41].
- Pointe de la Loge.
- Lavoir à Angoville.
- Fontaine près de l'église.
- La commune inclut une partie du marais de Tocquebœuf, qui s'étend également sur la commune de Fermanville.

Pour mémoire
- Corps de garde. En 1734 celui-ci est détruit mais il ne semble pas nécessaire de le reconstruire car : « il est inutile et il n'avait été fait que pour empêcher l'embarquement des religionnaires. »[42].

#### Patrimoine religieux

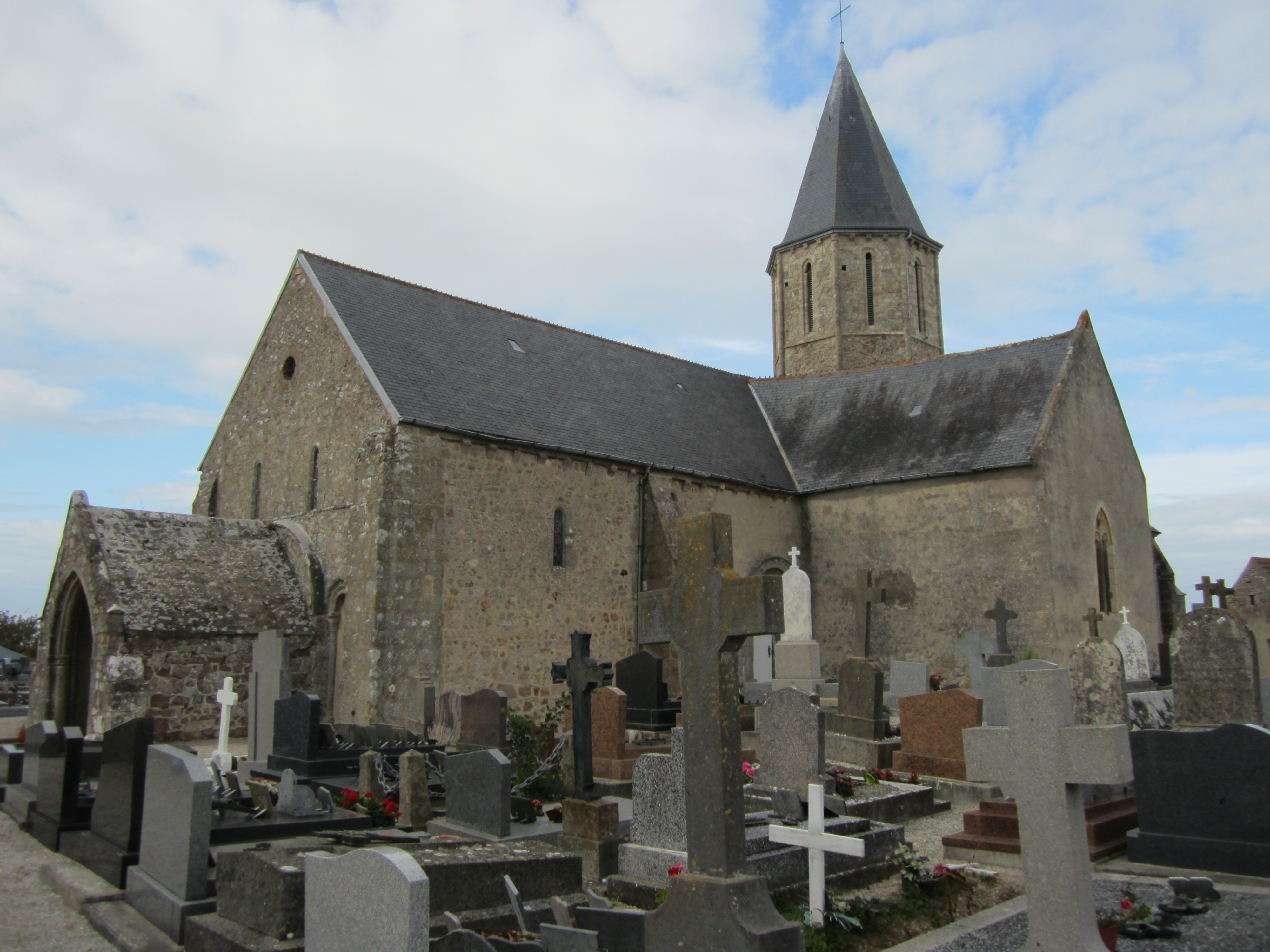
L'église Notre-Dame de Cosqueville.

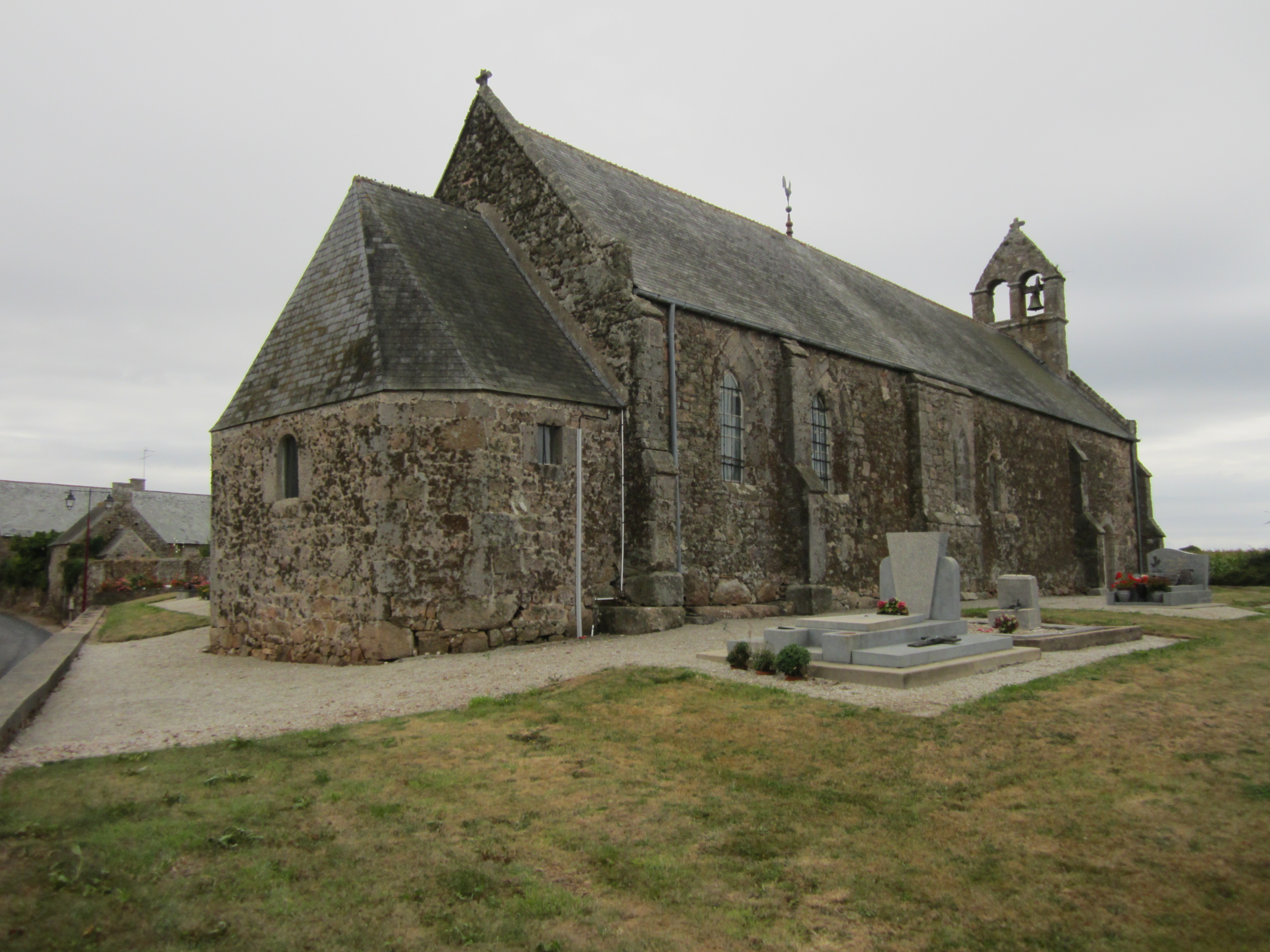
L'église Saint-Blaise d'Angoville-en-Saire.

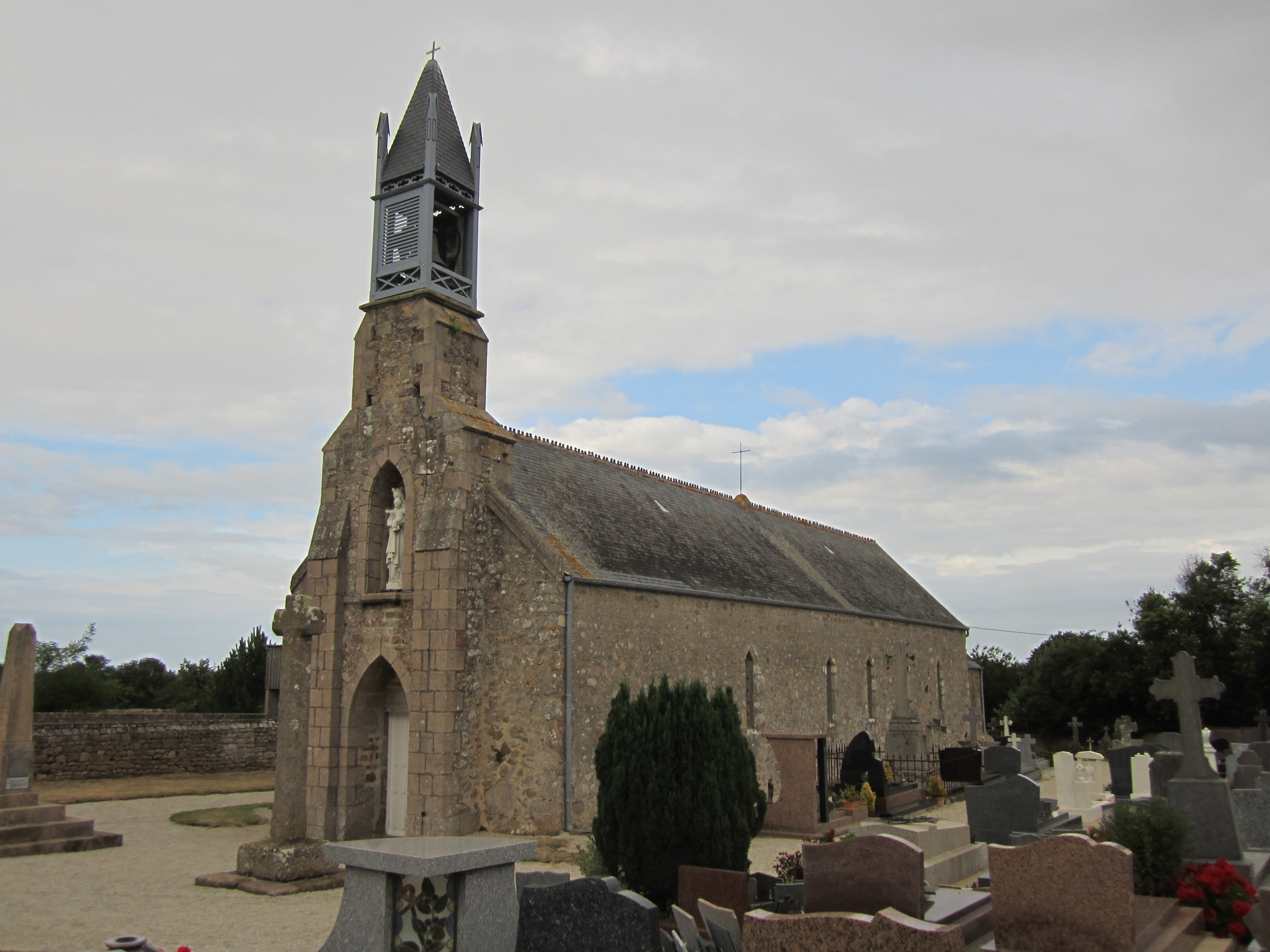
L'église Saint-Martin de Vrasville.

- Église Notre-Dame de Cosqueville (XIIe, XVe – XVIIIe siècles). D'origine romane, la tour-clocher octogonale date du XVe siècle. Le chœur d'origine a été démoli en 1770, de même que l'autel, lors de la Révolution. L'une de ses chapelles anciennement dédiée à saint Fiacre a été rebaptisée chapelle de la Sainte-Vierge. L'autre de ses chapelles, à l'origine dédiée à sainte Anne, est la chapelle Saint-Jean. Des cinq cloches de l'église qui dataient de 1770 n'en subsiste qu'une seule, les quatre autres ayant été emmenées à Cherbourg à la Révolution[43]. Elle abrite un maître-autel du XIXe, un buste de moine du XVIIe, des fonts baptismaux du XVIIIe, une éducation de la Vierge du XVIIe, une statue de saint Fiacre du XVIIe, une statue de saint Marcouf XVIIIe[29].
- Église Saint-Blaise d'Angoville-en-Saire (XIIe, XIVe – XVIIe siècle), entourée d'un très petit cimetière, est surmontée d'un campanile à deux ouvertures qui tient lieu de clocher.
- Église Saint-Martin de Vrasville (XVIIIe siècle) dotée en façade d'un campanile en bois abritant une cloche.

- Croix des Pierres, l'ancienne du XVIIIe siècle et la nouvelle du XXe.
- Croix Malassis XIXe siècle, croix de cimetière XVIIe siècle.
- Vierge de la Fouche aux loups. Restaurée en 2008 après avoir été vandalisée, elle est entourée d'une légende. Son oratoire date de 1729[29].
- Ancien presbytère (1715), avec portail d'entrée du XVIIe siècle. Situé en face de l'église, et construit en 1715 par Charles-François Le Sens, il se présente sous la forme d'un petit bâtiment à la façade classique bien symétrique. La porte, au centre, est encadrée par deux fenêtres de chaque côté. Le premier étage qui s'éclaire par quatre fenêtres est surmonté d'un toit orné de trois lucarnes[44].

Pour mémoire
- Chapelle Saint-Jean. Située près de manoir de Bellanville, elle existait encore en 1689[44].
- Chapelle Saint-Martin. Située dans le cimetière, elle avait complètement disparue en 1890[44].

### Personnalités liées à la commune
- On trouve des toiles situées à Cosqueville dans l'œuvre du peintre de la marine Jean Helleu (1894-1985).
- Le commandant René Pugnet, connu pour avoir été le premier commandant du paquebot Normandie, a habité Cosqueville[45]. Il est inhumé au cimetière de Cosqueville[46].